# Омариев, Багдасар Исакович
Багдасар Исакович Омариев (1963, Махачкала, Дагестанская АССР, РСФСР, СССР) — советский спортсмен, специализировался по карате, победитель чемпионата и кубка СССР. Ныне тренер.

## Спортивная карьера
Карате начал заниматься в 1979 году, занимался под руководством тренера Расула Чотанова. В 1983 году стал победителем чемпионата СССР в команде РСФСР. После окончания карьеры работает тренером в Дагестанской федерации карате на стадионе «Динамо».

## Личная жизнь
В 1981 году окончил школу № 26 в Махачкале. По национальности — лакец, родом из села Багикла Лакского района.

## Спортивные достижения
- Чемпионат СССР по карате 1983 (команда) — ;
- Кубок СССР по карате 1983 — ;